# Championnats d'Asie de karaté 2012
Navigation
Édition précédente Édition suivante
Les championnats d'Asie de karaté 2012 ont lieu à Tachkent, en Ouzbékistan, en juillet 2012. Il s'agit de la onzième édition des championnats d'Asie de karaté.

## Médaillés

### Hommes
| Event              | Or | Argent | Bronze |
| ------------------ | --- | --- | --- |
| Kata               | Leong Tze Wai (MAS)                                                                                              | Itaru Oki (JPN) | Chris Cheng (HKG) |
| Kata               | Leong Tze Wai (MAS)                                                                                              | Itaru Oki (JPN) | Kuok Kin Hang (MAC) |
| Kata par équipes   | Iran Ahad Shahin Armin Roshani Farzad Mohammadkhanloo                                                            | Indonésie Aswar Fidelys Lolobua Faisal Zainuddin | Corée du Sud Ahn Jun-seob Choi Jae-moo Park Hee-jun                                                                    |
| Kata par équipes   | Iran Ahad Shahin Armin Roshani Farzad Mohammadkhanloo                                                            | Indonésie Aswar Fidelys Lolobua Faisal Zainuddin | Malaisie Kam Kah Sam Leong Tze Wai Lim Chee Wei                                                                        |
| Kumite −55 kg      | Sun Jingchao (CHN)                                                                                               | Loganeshaa Rao Ramarow (MAS) | Imam Tauhid Ragananda (INA)                                                                                            |
| Kumite −55 kg      | Sun Jingchao (CHN)                                                                                               | Loganeshaa Rao Ramarow (MAS) | Gu Ju-yeong (KOR) |
| Kumite −60 kg      | Lee Ji-hwan (KOR)                                                                                                | Darkhan Assadilov (KAZ) | Shintaro Araga (JPN)                                                                                                   |
| Kumite −60 kg      | Lee Ji-hwan (KOR)                                                                                                | Darkhan Assadilov (KAZ) | Saeid Alipour (IRN) |
| Kumite −67 kg      | Rinat Sagandykov (KAZ)                                                                                           | Mukhammadzaid Iminov (UZB) | Saadi Abbas Jalbani (PAK)                                                                                              |
| Kumite −67 kg      | Rinat Sagandykov (KAZ)                                                                                           | Mukhammadzaid Iminov (UZB) | Kim Do-won (KOR) |
| Kumite −75 kg      | Ko Matsuhisa (JPN)                                                                                               | Mohammad Al-Rifi (JOR) | Yermek Ainazarov (KAZ)                                                                                                 |
| Kumite −75 kg      | Ko Matsuhisa (JPN)                                                                                               | Mohammad Al-Rifi (JOR) | Ahmad Al-Mesfer (KUW)                                                                                                  |
| Kumite −84 kg      | Ali Fadakar (IRN)                                                                                                | Rafat Al-Sheikh Ali (SYR) | Mutasembellah Khair (JOR)                                                                                              |
| Kumite −84 kg      | Ali Fadakar (IRN)                                                                                                | Rafat Al-Sheikh Ali (SYR) | Jang Min-soo (KOR) |
| Kumite +84 kg      | Zabihollah Poursheib (IRN)                                                                                       | Khalid Khalidov (KAZ) | Rustam Ashurov (UZB)                                                                                                   |
| Kumite +84 kg      | Zabihollah Poursheib (IRN)                                                                                       | Khalid Khalidov (KAZ) | Hideyoshi Kagawa (JPN)                                                                                                 |
| Kumite par équipes | Japon Shintaro Araga Yoshihito Ide Rikiya Iimura Hideyoshi Kagawa Ko Matsuhisa Hiroto Shinohara Daisuke Watanabe | Malaisie Shaharudin Jamaludin Teagarajan Kunasakaran Kunasilan Lakanathan Sharmendran Raghonathan Loganeshaa Rao Ramarow Senthil Kumaran Selvarajoo Moenraj Sugumaran | Iran Ebrahim Hassanbeigi Nasser Najafi Saeid Ahmadi Saeid Farrokhi Sajjad Ganjzadeh Saman Heidari Zabihollah Poursheib |
| Kumite par équipes | Japon Shintaro Araga Yoshihito Ide Rikiya Iimura Hideyoshi Kagawa Ko Matsuhisa Hiroto Shinohara Daisuke Watanabe | Malaisie Shaharudin Jamaludin Teagarajan Kunasakaran Kunasilan Lakanathan Sharmendran Raghonathan Loganeshaa Rao Ramarow Senthil Kumaran Selvarajoo Moenraj Sugumaran | Chine Cheng Fei Cui Wenju Dong Mingming Li Haojie Liu Zhe Peng Hui Zhang Yahao                                         |

### Femmes
| Event              | Or                                                      | Argent                                                                  | Bronze                                                                                   |
| ------------------ | ------------------------------------------------------- | ----------------------------------------------------------------------- | ---------------------------------------------------------------------------------------- |
| Kata               | Rika Usami (JPN)                                        | Nguyễn Hoàng Ngân (VIE)                                                 | Choi Ji-hye (KOR)                                                                        |
| Kata               | Rika Usami (JPN)                                        | Nguyễn Hoàng Ngân (VIE)                                                 | Mahsa Afsaneh (IRN)                                                                      |
| Kata par équipes   | Japon Suzuka Kashioka Yoko Kimura Miku Morioka          | Iran Elnaz Taghipour Mahsa Afsaneh Najmeh Ghazizadeh                    | Viêt Nam Đỗ Thị Thu Hà Nguyễn Thanh Hằng Nguyễn Thị Hằng                                 |
| Kata par équipes   | Japon Suzuka Kashioka Yoko Kimura Miku Morioka          | Iran Elnaz Taghipour Mahsa Afsaneh Najmeh Ghazizadeh                    | Malaisie Khaw Yee Voon Lee Xin Yi Thor Chee Yee                                          |
| Kumite −50 kg      | Nasrin Dousti (IRN)                                     | Hikaru Ono (JPN)                                                        | Jang So-young (KOR)                                                                      |
| Kumite −50 kg      | Nasrin Dousti (IRN)                                     | Hikaru Ono (JPN)                                                        | Sabina Zakharova (KAZ)                                                                   |
| Kumite −55 kg      | Miki Kobayashi (JPN)                                    | Fatemeh Chalaki (IRN)                                                   | Lê Bích Phương (VIE)                                                                     |
| Kumite −55 kg      | Miki Kobayashi (JPN)                                    | Fatemeh Chalaki (IRN)                                                   | Ma Man Sum (HKG)                                                                         |
| Kumite −61 kg      | Yu Miyamoto (JPN)                                       | Madina Utelbayeva (KAZ)                                                 | Yamini Gopalasamy (MAS)                                                                  |
| Kumite −61 kg      | Yu Miyamoto (JPN)                                       | Madina Utelbayeva (KAZ)                                                 | Niu Conghui (CHN)                                                                        |
| Kumite −68 kg      | Yulanda Asmuruf (INA)                                   | Pegah Zangeneh (IRN)                                                    | Gao Mengmeng (CHN)                                                                       |
| Kumite −68 kg      | Yulanda Asmuruf (INA)                                   | Pegah Zangeneh (IRN)                                                    | Mayumi Someya (JPN)                                                                      |
| Kumite +68 kg      | Hamideh Abbasali (IRN)                                  | Emiko Honma (JPN)                                                       | Yin Xiaoyan (???)                                                                        |
| Kumite +68 kg      | Hamideh Abbasali (IRN)                                  | Emiko Honma (JPN)                                                       | Dilfuza Akbarova (UZB)                                                                   |
| Kumite par équipes | Chine Gao Mengmeng Niu Conghui Shi Jianling Yin Xiaoyan | Viêt Nam Bùi Thị Ngân Lăng Thị Hoa Lê Bích Phương Trần Hoàng Yến Phượng | Japon Emiko Honma Miki Kobayashi Yu Miyamoto Mayumi Someya                               |
| Kumite par équipes | Chine Gao Mengmeng Niu Conghui Shi Jianling Yin Xiaoyan | Viêt Nam Bùi Thị Ngân Lăng Thị Hoa Lê Bích Phương Trần Hoàng Yến Phượng | Iran Samaneh Khoshghadam Pegah Zangeneh Leila Bahrami Hamideh Abbasali Samira Malekipour |